# Erika Klopp Verlag
Der Erika Klopp Verlag ist ein Imprint für Kinder- und Jugendbücher im Dressler Verlag, der zur Verlagsgruppe Oetinger in Hamburg gehört.

## Verlagsgeschichte
Fritz Klopp gründete 1925 in Bonn am Rhein den Verlag, der sich vor allem auf Belletristik, Bühnenliteratur und Sprachwissenschaft konzentrierte, verlegte aber bereits 1929 den Sitz nach Berlin. Nach seinem Tod 1939 übernahm seine Ehefrau Erika Klopp den Verlag. 1944 wurde der Verlag von der Reichsschrifttumskammer der Nationalsozialisten geschlossen. 1946 erhielt Erika Klopp eine Lizenz in der Britischen Besatzungszone und brachte englische Sprachlehrbücher heraus. Ab 1950 wurde der Verlag schrittweise in einen Kinder- und Jugendbuchverlag umgewandelt. Enid Blyton und Helen Dore Boylston wurden die Aushängeschilder des Verlages. Beispielsweise wurden hier die Kinderbuchserien Abenteuer Serie und Geheimnis um ... von Enid Blyton verlegt. In den 1980er Jahren war der auch für die arai-Verlag GmbH tätig gewesene Horst Meyer (1930–2020) Verleger bei der Erika Verlag GmbH.
Im Jahr 1999 schloss sich der Verlag der Verlagsgruppe Friedrich Oetinger an; 2010 verschmolz er mit dem Verlag Heinrich Ellermann. In der Folge wurde der Verlag konzeptionell neu ausgerichtet und wendet sich nun schwerpunktmäßig an die Altersklasse zwischen 8 und 18 Jahren. Die Reihe Leseratten zielt auf jüngere Leser, außerdem gibt es Mädchenbuch-Reihen sowie die Jugendroman-Reihe mittendrin (seit 2002).
Zu den bekanntesten Autoren zählen heute Henriette Wich, Corinna Gieseler, Maja von Vogel, Marliese Arold, Patricia Schröder, Elisabeth Zöller und Heidi Hassenmüller.